# Sambuco (Italia)
Sambuco (Sambuch in piemontese, Lou Sambuc in occitano) è un comune italiano di 82 abitanti della provincia di Cuneo in Piemonte, situato nell'Alta Valle Stura di Demonte.

## Origini del nome
Il nome del comune si presume derivi molto probabilmente dall'omonima pianta che è presente in queste zone ma anche dalla sambuca, un'antica arpa triangolare usata in cerimonie religiose.

## Storia
I primi nuclei abitati nella zona di Sambuco erano situati ai piedi dei monti Bersaio e Nebius. Successivamente questa area fece parte nel tempo dei domini delle varie casate del Piemonte come Angiò, Savoia e i Marchesi di Saluzzo. Negli anni venti Sambuco si sviluppò sotto il profilo edilizio nel settore militare. Fu costruita l'area delle caserme (16 strutture su 15.000 m²) e diversi edifici all'interno dell'abitato.
Nella parte a monte del paese è stata costruita la "Galleria Comando", una galleria all'interno della montagna con una rampa interna di accesso ed un punto di osservazione interrato.
Nel 2007 ebbe una certa risonanza mediatica quanto accaduto alle elezioni comunali, alle quali concorsero due liste composte totalmente da soggetti del tutto avulsi dalla realtà comunale: i votanti furono 5 sui 126 aventi diritto e la lista Alternativa dei cittadini, capeggiata da Massimo Calleri (all’epoca consigliere circoscrizionale a Torino in quota Fiamma Tricolore) e Renzo Rabellino, vinse su Sabrina Giovine del Partito Pensionati per 4 preferenze a 1. Ne scaturì una prolungata diatriba legale per iniziativa di esponenti della politica locale (su tutti il sindaco uscente Giovanni Battista Fossati), al termine della quale, il 9 aprile 2010, la Corte di cassazione invalidò l'elezione di tre anni prima, adducendo a motivo il fatto che alcuni candidati si erano messi in lista contemporaneamente in diversi comuni piemontesi.

### Simboli
Lo stemma e il gonfalone sono stati concessi con DPR del 13 maggio 1957.
Lo stemma è troncato: nella parte superiore, di rosso, è raffigurato un fortilizio d'argento, merlato alla guelfa e fondato su un monte al naturale; lo sfondo verde di quella inferiore è attraversato da una strada romana lastricata, d'argento.
Il gonfalone è un drappo partito di rosso e di verde.

## Monumenti e luoghi d'interesse

### Architetture religiose
- Madonna del Roccasio

La chiesa principale è dedicata a Santa Maria; situata su di uno sperone roccioso, risale al XVI secolo ed è in stile barocco.
- San Giuliano

È una cappella romanica dedicata al patrono san Giuliano, si trova all'interno del cimitero e risale al XII secolo. Le monofore in pietra tufacea sono la principale caratteristica dell'edificio religioso.

#### Le chiese delle frazioni
Nella frazione Moriglione è presente la cappella di San Lorenzo mentre in frazione Chiardoletta quella di Sant'Anna.

### Altri edifici
In frazione Clauzio si trova il campanile di San Bartolomeo eretto a metà del Cinquecento in posizione di controllo su tutta la valle.

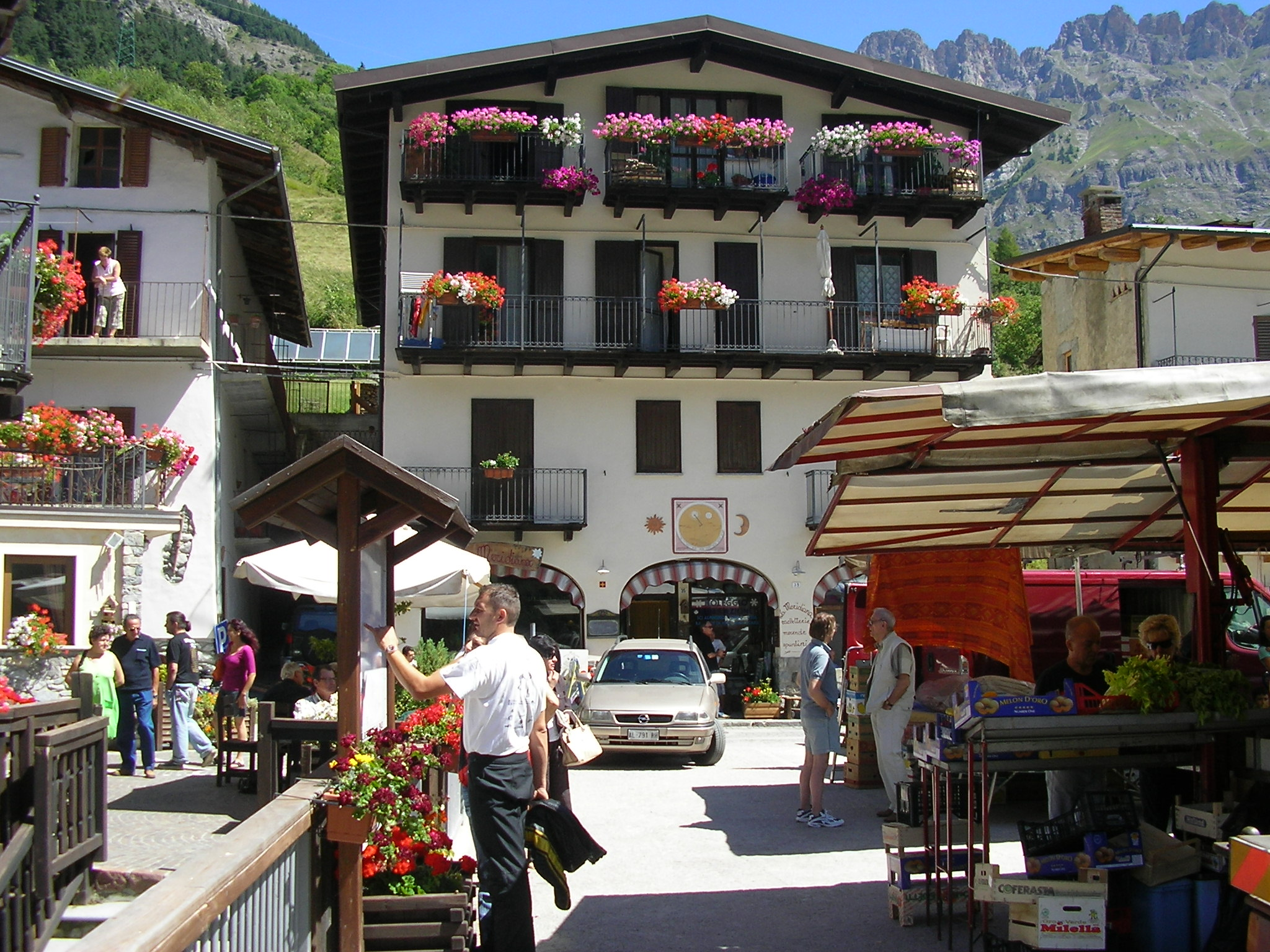
La piazza del Municipio a Sambuco

## Società

### Evoluzione demografica
A partire dall'ultimo trentennio del XIX secolo il comune ha conosciuto un forte spopolamento, che ha portato la popolazione residente da oltre mille unità ad appena un centinaio all'inizio del terzo millennio.
Abitanti censiti

## Cultura

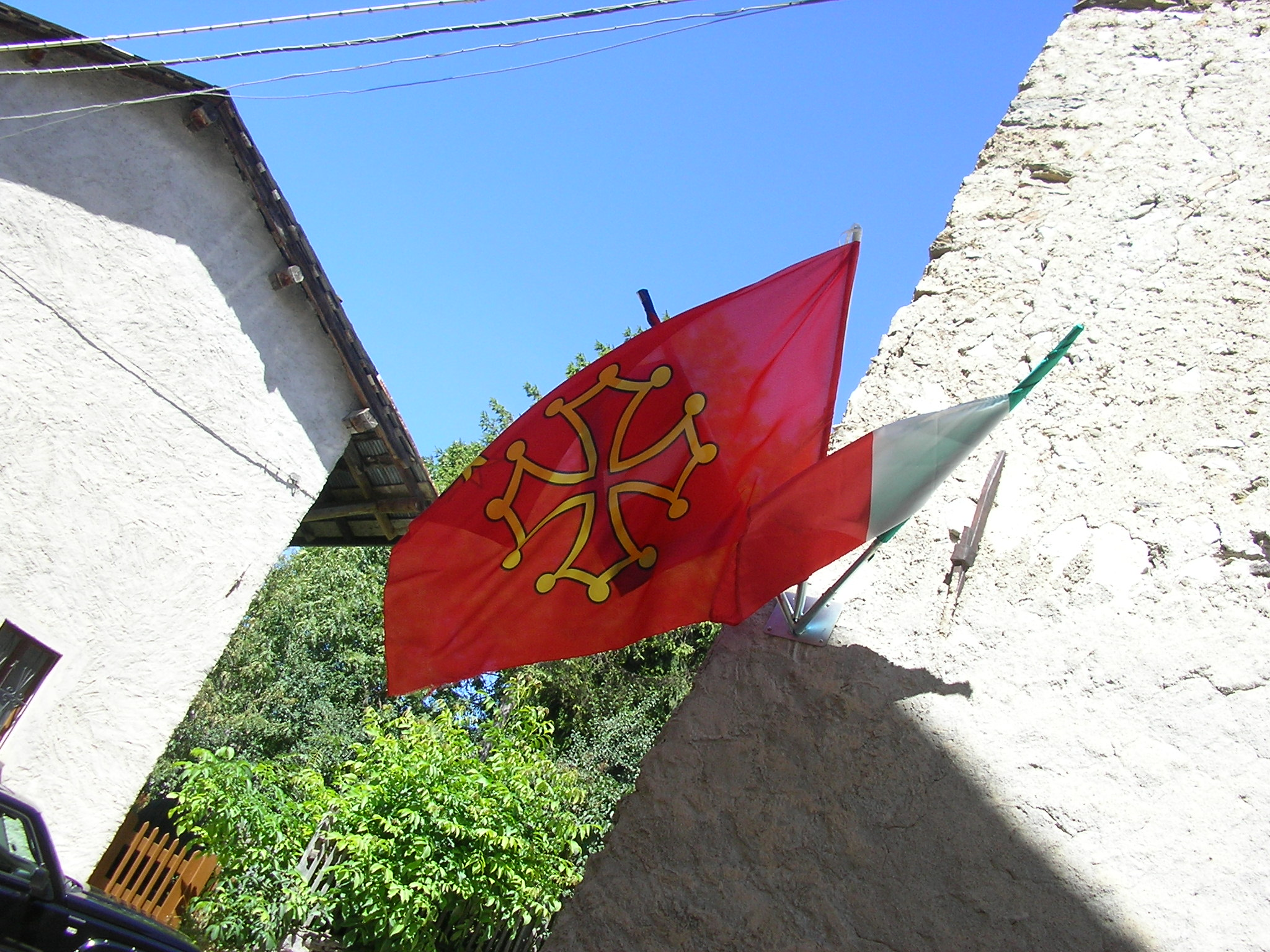
Bandiera Occitana a Sambuco

Sambuco appartiene all'area della minoranza linguistica Occitana.

### Comune Fiorito
Sambuco ha ottenuto per il 2009 il 4º Fiore (massimo riconoscimento) al concorso nazionale Comuni Fioriti, primo fra i piccoli comuni.
Anche nel 2010 ha ottenuto il massimo riconoscimento del 4º Fiore, ottenuto solo da 26 comuni in tutta Italia.

### Prodotti tipici
L'agnello sambucano è stato riconosciuto come Presidio Slow Food e Prodotto tradizionale.

## Geografia antropica
A fronte dello scarno popolamento, il territorio comunale si estende su una superficie molto estesa (47 km²). Il centro abitato si sviluppa su tre livelli: nella parte alta Sambuco (concentrico) dove, sulla via principale "Umberto I", si trovano quasi tutti i principali servizi. Nella parte intermedia Clauzio dove si trova il campanile municipale di San Bartolomeo, nella parte bassa Villetta dove è sviluppato l'allevamento con annessa area delle casermette (51.000 m² con 16 edifici utilizzati fino agli anni ottanta).

## Economia
Dato il vasto territorio e l'assenza di industrie e simili, l'attività principale nel comune di Sambuco è l'agricoltura, in special modo l'allevamento di bovini e ovini; quanto a questi ultimi, Sambuco dà il nome alla pecora sambucana, razza tipica della Valle Stura.
Un ruolo importante lo riveste anche il turismo, favorito sia dal patrimonio naturalistico/ambientale che dal buon numero di strutture alberghiere presenti nel paese.

## Amministrazione

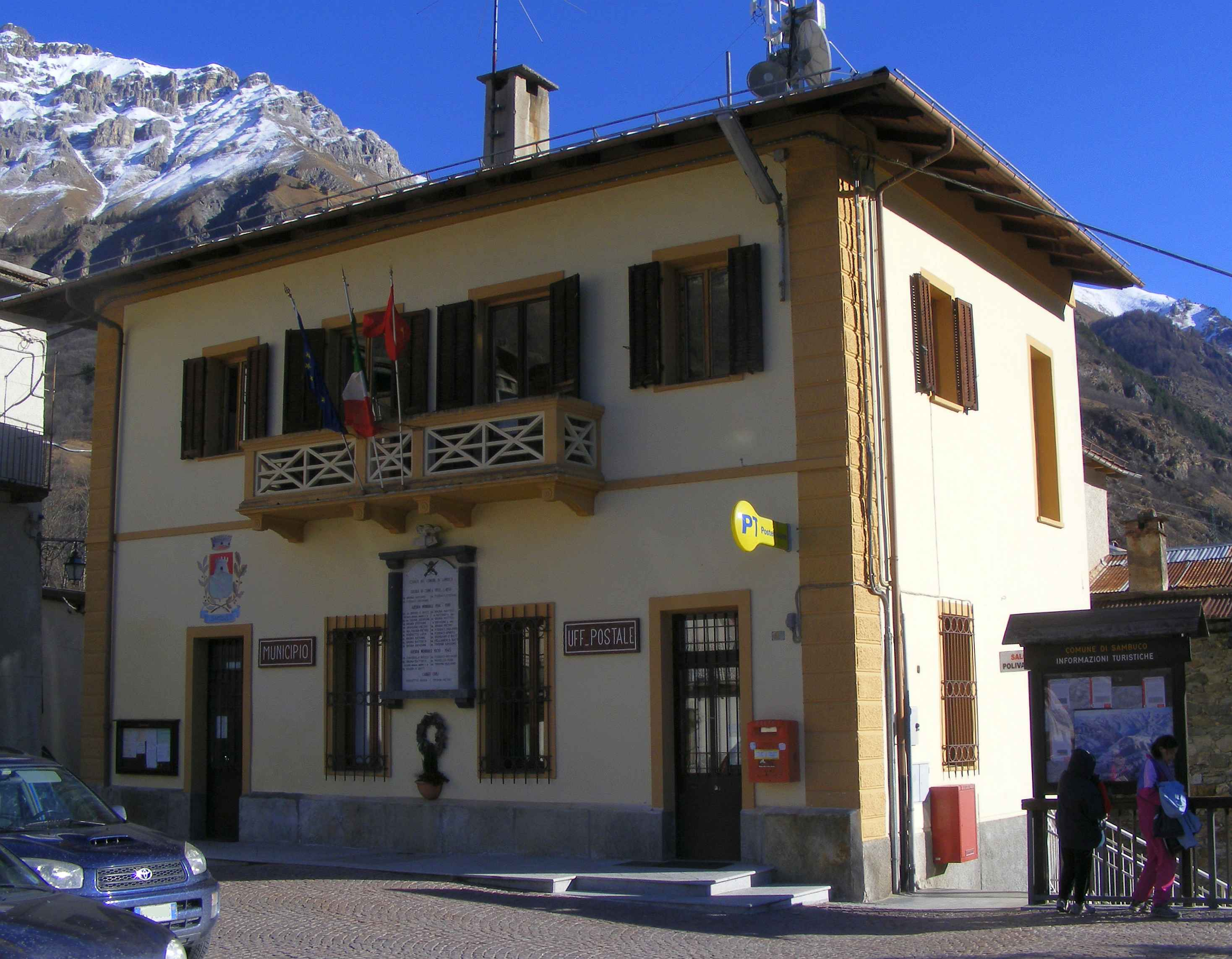
Il municipio

Di seguito è presentata una tabella relativa alle amministrazioni che si sono succedute in questo comune.
| Periodo         | Periodo         | Primo cittadino             | Partito                          | Carica      | Note  |
| --------------- | --------------- | --------------------------- | -------------------------------- | ----------- | ----- |
| 27 giugno 1988  | 21 giugno 1993  | Antonio Borgetto            | Partito Socialista Italiano      | Sindaco     | [ 8 ] |
| 21 giugno 1993  | 28 aprile 1997  | Giovanni Battista Fossati   | Partito Socialista Italiano      | Sindaco     | [ 8 ] |
| 28 aprile 1997  | 25 maggio 1998  | Tancredi Bruno Di Clarafond |                                  | Comm. pref. | [ 8 ] |
| 25 maggio 1998  | 28 maggio 2002  | Giovanni Battista Fossati   | centro-sinistra                  | Sindaco     | [ 8 ] |
| 28 maggio 2002  | 29 maggio 2007  | Giovanni Battista Fossati   | lista civica                     | Sindaco     | [ 8 ] |
| 29 maggio 2007  | 10 maggio 2010  | Massimo Calleri             | lista Alternativa dei cittadini  | Sindaco     | [ 8 ] |
| 10 maggio 2010  | 7 maggio 2012   | Lorella Masoero             |                                  | Comm. pref. | [ 8 ] |
| 7 maggio 2012   | 11 giugno 2017  | Danilo Bruna                | lista civica Dì nuovo Sambuco    | Sindaco     | [ 8 ] |
| 11 giugno 2017  | 5 novembre 2018 | Giovanni Battista Fossati   | lista civica Dì nuovo Sambuco    | Sindaco     | [ 8 ] |
| 5 novembre 2018 | 27 maggio 2019  | Marinella Rancurello        |                                  | Comm. pref. | [ 8 ] |
| 27 maggio 2019  | 10 giugno 2024  | Carlo Bubbio                | lista civica Insieme per Sambuco | Sindaco     | [ 8 ] |
| 10 giugno 2024  | in carica       | Palmira Giavelli            | lista civica Dì nuovo Sambuco    | Sindaco     | [ 8 ] |

### Altre informazioni amministrative
Il comune faceva parte della Comunità montana Valle Stura.
Sambuco fa parte di:
- Regione Agraria n. 4 - Alta Valle di Stura di Demonte
- Rete dei Comuni Solidali: Comuni della Terra per il Mondo (Recosol)
- Area Minoranza Linguistica Occitana